# Europese kampioenschappen veldlopen 2014
De 21e editie van de Europese kampioenschappen veldlopen vond op 14 december 2014 plaats in de Bulgaarse plaats Samakov.

## Uitslagen

### Mannen Senioren
| Plaats | Atleet              | Land                | Tijd (min.s) |
| ------ | ------------------- | ------------------- | ------------ |
|        | Polat Kemboi Arikan | Turkije             | 32.19        |
|        | Ali Kaya            | Turkije             | 32.19        |
|        | Alemayehu Bezabeh   | Spanje              | 32.30        |
| 4      | Florian Carvalho    | Frankrijk           | 32.59        |
| 5      | Ross Millington     | Verenigd Koninkrijk | 33.00        |
| 6      | Mohamed Marhum      | Spanje              | 33.04        |
| 7      | Khalid Choukoud     | Nederland           | 33.04        |
| 8      | Stefano La Rosa     | Italië              | 33.17        |
| 9      | Adam Hickey         | Verenigd Koninkrijk | 33.19        |
| 10     | Timothée Bommier    | Frankrijk           | 33.21        |

| Plaats | Land                                                                 | Punten |
| ------ | -------------------------------------------------------------------- | ------ |
|        | Turkije Polat Kembo Arikan Ali Kaya Cihat Ulus Ramazan Özdemir       | 33     |
|        | Spanje Alemayehu Bezabeh Mohamed Marhum Antonio Abadía Roberto Alaiz | 36     |
|        | Italië Stefano La Rosa Marouan Razine Patrick Nasti Ahmed El Mazoury | 59     |

### Vrouwen Senioren
| Plaats | Atleet                  | Land                | Tijd (min.s) |
| ------ | ----------------------- | ------------------- | ------------ |
|        | Gemma Steel             | Verenigd Koninkrijk | 28.27        |
|        | Kate Avery              | Verenigd Koninkrijk | 28.27        |
|        | Meraf Bahta             | Zweden              | 28.52        |
| 4      | Almensch Belete         | België              | 28.52        |
| 5      | Sophie Duarte           | Frankrijk           | 28.58        |
| 6      | Fionnuala Britton       | Ierland             | 28.59        |
| 7      | Steph Twell             | Verenigd Koninkrijk | 29.07        |
| 8      | Iwona Lewandowska       | Polen               | 29.09        |
| 9      | Iris María Fuentes-Pila | Spanje              | 29.19        |
| 10     | Carla Salomé Rocha      | Portugal            | 29.20        |

| Plaats | Land                                                                     | Punten |
| ------ | ------------------------------------------------------------------------ | ------ |
|        | Verenigd Koninkrijk Gemma Steel Kate Avery Steph Twell Lily Partridge    | 21     |
|        | Spanje Iris María Fuentes-Pila Trihas Gebre Diana Martín Lidia Rodríguez | 70     |
|        | Ierland Fionnuala Britton Sara Treacy Michelle Finn Annmarie McGlynn     | 87     |

### Mannen onder 23
| Plaats | Atleet           | Land                | Tijd (min.s) |
| ------ | ---------------- | ------------------- | ------------ |
|        | Ilgizar Safiulin | Rusland             | 25.31        |
|        | Igor Maksimov    | Rusland             | 25.33        |
|        | Vladimir Nikitin | Rusland             | 25.37        |
| 4      | Jonathan Hay     | Verenigd Koninkrijk | 25.46        |
| 5      | Callum Hawkins   | Verenigd Koninkrijk | 25.49        |
| 6      | Elmar Engholm    | Zweden              | 25.52        |
| 7      | Marc Scott       | Verenigd Koninkrijk | 25.54        |
| 8      | Francois Barrer  | Frankrijk           | 25.56        |
| 9      | Alexander Palm   | Zweden              | 26.00        |
| 10     | Mikhail Strelkov | Rusland             | 26.03        |

| Plaats | Land                                                                      | Punten |
| ------ | ------------------------------------------------------------------------- | ------ |
|        | Rusland Ilgizar Safiulin Igor Maksimov Vladimir Nikitin Mikhail Strelkov  | 16     |
|        | Verenigd Koninkrijk Jonathan Hay Callum Hawkins Marc Scott Charlie Hulson | 31     |
|        | Zweden Elmar Engholm Alexander Palm Napoleon Solomon John Kingstedt       | 62     |

### Vrouwen onder 23
| Plaats | Atleet               | Land                | Time (min.s) |
| ------ | -------------------- | ------------------- | ------------ |
|        | Rhona Auckland       | Verenigd Koninkrijk | 22.23        |
|        | Militsa Mircheva     | Bulgarije           | 22.25        |
|        | Gulshat Fazlitdinova | Rusland             | 22.28        |
| 4      | Yekaterina Sokolenko | Rusland             | 22.32        |
| 5      | Maureen Koster       | Nederland           | 22.37        |
| 6      | Sevilay Eytemis      | Turkije             | 22.44        |
| 7      | Louise Carton        | België              | 22.49        |
| 8      | Svetlana Aplachkina  | Rusland             | 22.56        |
| 9      | Alice Wright         | Verenigd Koninkrijk | 22.59        |
| 10     | Amela Terzić         | Servië              | 23.04        |

| Plaats | Land                                                                                 | Punten |
| ------ | ------------------------------------------------------------------------------------ | ------ |
|        | Rusland Gulsha Fazlitdinova Yekaterina Sokolenko Svetlana Aplachkina Luiza Litvinova | -      |
|        | Verenigd Koninkrijk Rhona Auckland Alice Wright Emelia Gorecka Maryse Haines         | -      |
|        | Turkije Sevilay Eytemis Seyran Adanir Sabahat Akpinar Esma Aydemir                   | -      |

### Mannen Junioren
| Plaats | Atleet                    | Land      | Tijd (min.s) |
| ------ | ------------------------- | --------- | ------------ |
|        | Yemaneberhan Crippa       | Italië    | 20.07        |
|        | Carlos Mayo               | Spanje    | 20.22        |
|        | Said Etaqqy               | Italië    | 20.28        |
| 4      | Ayoub Mokhtar             | Spanje    | 20.30        |
| 5      | Yohanes Chiappinelli      | Italië    | 20.33        |
| 6      | Emmanuel Roudolff Levisse | Frankrijk | 20.37        |
| 7      | Jordi Torrents            | Spanje    | 20.40        |
| 8      | William Levay             | Zweden    | 20.40        |
| 9      | Alessandro Giacobazzi     | Italië    | 20.41        |
| 10     | Emil Danielsson           | Zweden    | 20.42        |

| Plaats | Land                                                                              | Punten |
| ------ | --------------------------------------------------------------------------------- | ------ |
|        | Italië Yemaneberhan Crippa Said Ettaqy Yohanes Chiappinelli Alessandro Giacobazzi | 18     |
|        | Spanje Carlos Mayo Ayoub Mokhtar Jordi Torrents Raul Celada                       | 41     |
|        | Turkije Saffet Elkatmis Ferhat Bozkurt Suleyman Bekmezci Ramazan Barbaros         | 70     |

### Vrouwen Junioren
| Plaats | Atleet              | Land                | Tijd (min.s) |
| ------ | ------------------- | ------------------- | ------------ |
|        | Emine Hatun Tuna    | Turkije             | 14.13        |
|        | Jessica Judd        | Verenigd Koninkrijk | 14.18        |
|        | Lydia Turner        | Verenigd Koninkrijk | 14.25        |
| 4      | Alina Reh           | Duitsland           | 14.34        |
| 5      | Amy Griffiths       | Verenigd Koninkrijk | 14.38        |
| 6      | Anna Emilia Møller  | Duitsland           | 14.42        |
| 7      | Cassandre Beaugrand | Frankrijk           | 14.44        |
| 8      | Rebecca Straw       | Verenigd Koninkrijk | 14.48        |
| 9      | Célia Antón         | Spanje              | 14.49        |
| 10     | Weronika Pyzik      | Polen               | 14.55        |

| Plaats | Land                                                                         | Punten |
| ------ | ---------------------------------------------------------------------------- | ------ |
|        | Verenigd Koninkrijk Jessica Judd Lydia Turner Amy Griffiths Rebecca Straw    | 18     |
|        | Frankrijk Cassandre Beaugrand Célia Bremond Charlotte Mouchet Cecile Lejeune | 64     |
|        | Duitsland Alina Reh Sarah Kistner Anna Gehring Konstanze Klosterhalfen       | 74     |